# ヨハン・ルートヴィッヒ・ルンド
ヨハン・ルートヴィッヒ・ルンド（Johann Ludwig Lund、1777年10月16日 - 1867年3月3日）はホルシュタイン＝ゴットルプ公領のキールに生まれのデンマークの画家である。

## 略歴
当時デンマーク王がホルシュタイン＝ゴットルプ公を兼ねていた、ホルシュタイン＝ゴットルプ公領のキールに生まれた。父親も画家で、父親から絵画を学んだ後、1797年から1799年の間、デンマーク王立美術院でニコライ・アビルゴールに学んだ。同じ頃、美術院で学んでいた、同じくドイツ系のカスパー・ダーヴィト・フリードリヒ（1774- 1840）と親しくなった。1798年に展覧会で賞を得て、1799年からフリードリヒと、ドレスデン美術アカデミーで学んだ。1800年から1802年の間はパリに出て、ジャック＝ルイ・ダヴィッドの工房や、国立高等美術学校（エコール・デ・ボザール）で学んだ。
1802年から1810年までイタリアに滞在し、デンマークに戻り、1814年に王立美術院の会員に選ばれた。1816年から1819年まで再びイタリアに滞在し、カッファレッリ宮殿（Palazzo Caffarelli）で行われたドイツ系の芸術家の展覧会に参加した。キリスト教美術の誠実性と精神性を取り戻そうとする「ナザレ派」の画家たちとも交流した。1819年にデンマークに戻り、王立美術院の教授に任じられた。同時期に教授を務めたクリストファー・エカスベアの画風、題材が日常的、写実的であったのに対して、より精神的、伝統的であった。

## 作品
- 聖ペテロ教会の祭壇絵
- Uppståndelsen  1819, 聖ペテロ教会の祭壇絵部分
- 聖ペテロ教会の祭壇絵部分
- Jungfru Maria med Jesusbarnet
- De tre nornorna 1844.
- Offrande till Tor
- クリスチャン8世の肖像画, 1811.
- Ida Brun, 1810,
- フリードリヒ(画家), 1800
- Jørgen Hansen Koch(建築家), 1832.
- スコーネの風景, 1827.
- 風景画
- バウスベア湖の風景